# RFA Echodale (A170)
RFA «Екодейл» (англ. RFA Echodale (A170) — допоміжне військове судно, флотський танкер-заправник типу «Дейл» III групи, що перебував на озброєнні Королівського допоміжного флоту Великої Британії за часи Другої світової війни.
Танкер був закладений 8 січня 1940 року на верфі Hawthorn Leslie and Company на військово-морській базі HMNB Devonport, де 29 листопада 1940 року корабель був спущений на воду. 4 березня 1941 року уведений до складу Королівського допоміжного флоту Великої Британії.

## Бойовий шлях

### 1945
24 січня 1945 року британці провели черговий наліт у ході операції «Меридіан» на об'єкти нафтової промисловості в Палембанг.